# Harriet Sansom Harris
Harriet Sansom Harris, est une actrice américaine, née le 8 janvier 1955 à Fort Worth (Texas), notamment connue pour incarner Felicia Tilman dans la série télévisées Desperate Housewives.

## Carrière
Harriet Sansom Harris commence sa carrière d'actrice très jeune.
Elle étudie dans la célèbre Juilliard School de New York. Après avoir obtenu son diplôme, elle rejoint la compagnie de théâtre The Acting Company, fondée par John Houseman, et où elle reste trois ans. Pendant cette période, elle joue dans Le Roi Lear, Roméo et Juliette, Antigone et Mère Courage et ses enfants au côté de Frances Conroy.
Elle participe à de nombreuses séries télévisées, comme The Five Mrs. Buchanans, Union Square, It's All Relative qui ne connaissent cependant pas de succès.
Ses débuts au cinéma ont lieu dans Les Valeurs de la famille Addams de Barry Sonnenfeld.
Au fil des ans, des productions cathodiques plus importantes font appel à elle, comme X-Files : Aux frontières du réel, Murphy Brown, Ally McBeal, Six Feet Under ou Ellen.
Elle tient un rôle récurrent dans Frasier, puis dans Desperate Housewives, où elle incarne Felicia Tilman.
En 2002, elle reçoit un Tony Award pour la comédie musicale Thoroughly Modern Millie.
En 2006, elle apparaît dans Mame au côté de Christine Baranski, au John F. Kennedy Center for the Performing Arts.
En 2010, elle confirme son retour pour la septième saison de Desperate Housewives où elle reprend son rôle de Felicia Tilman.
Pour le grand écran, elle croise notamment la route des réalisateurs Robert Redford, Baz Luhrmann, Neil LaBute, Christopher Nolan, Ira Sachs et Paul Thomas Anderson.
En quelques mois, Ryan Murphy la convie dans ses créations cathodiques American Horror Story : Apocalypse, Hollywood et Ratched.

## Filmographie
Sauf indication contraire, les informations mentionnées dans cette section peuvent être confirmées par la base de données cinématographiques IMDb,  présente dans la section « Liens externes ».

### Films
- 1993 : Les Valeurs de la famille Addams (Addams Family Values) de Barry Sonnenfeld : Ellen Buckman
- 1994 : Quiz Show de Robert Redford : la secrétaire d'Enright
- 1996 : Roméo + Juliette (Romeo + Juliet) de Baz Luhrmann : la journaliste Susan Santandiago
- 1998 : Show & Tell de Dean Pollack : Frances
- 2000 : Nurse Betty de Neil LaBute : Ellen
- 2000 : Memento de Christopher Nolan : Madame Jenkins
- 2001 : The One de James Wong : l'infirmière Besson
- 2005 : Sa mère ou moi ! (Monster-in-Law) de Robert Luketic : la thérapeute
- 2009 : Moonlight Serenade de Giancarlo Tallarico : Angelica Webster
- 2011 : Rampart d'Oren Moverman : Stacy Cranston
- 2014 : Love Is Strange d'Ira Sachs : Honey
- 2016 : Un héritage mortel (Her Last Will) d'Anthony DiBlasi : Dina Cotton
- 2017 : Phantom Thread de Paul Thomas Anderson : Barbara Rose
- 2021 : Licorice Pizza de Paul Thomas Anderson : Mary Grady
- 2023 : Magazine Dreams (en) de Elijah Bynum : Patricia Waldon
- 2023 : Jules (en) de Marc Turtletaub : Sandy
- 2023 : Americana (en) de Tony Tost : Tish

### Films d'animation
- 1998 : The Jungle Book: Mowgli's Story de Nick Marck : Rhésus / la tortue (voix américaine)

### Télévision

#### Téléfilms
- 1992 : Fool's Fire de Julie Taymor : Lady Clarice
- 1993 : Gloria Vane de James Burrows : Thelma
- 1996 : La Fragilité des roses (The Care and Handling of Roses) de Mel Damski : Susan
- 1997 : Amitié dangereuse (Friends 'Til the End) de Jack Bender : Mme Boxer
- 1997 : Arabesque : La peur aux trousses (Murder, She Wrote: South by Southwest) d'Anthony Pullen Shaw : Millie Ogden
- 2000 : The Man Who Came to Dinner de Jay Sandrich : Maggie Cutler
- 2013 : Lifesaver de Martin Percy : Liz Parmenter
- 2022 : Werewolf by Night de Michael Giacchino : Verusa

#### Séries télévisées
- 1989 : Doctor, Doctor : Peggy Murtagh (saison 1, épisode 5)
- 1989 : Les Routes du paradis (Highway to Heaven) : Ruth Ann Kifer (saison 5, épisode 13)
- 1991 : Contretemps (Golden Years) : Francie Wil (saison 1, épisodes 6 et 7)
- 1991-1992 : New York, police judiciaire (Law & Order) : Mme Kenny / Sheila (2 épisodes)
- 1993 : Lifestories: Families in Crisis (en) : Cedall (saison 1, épisode 7)
- 1993 : X-Files : Aux frontières du réel (The X-Files) : Dr Sally Kendrick / Eve 6 (saison 1, épisode 11)
- 1993-2004 : Frasier : Bebe Glazer (11 épisodes)
- 1994 : Monty (en) : Mme King
- 1994 : Murphy Brown : Yvonne Bentley (saison 6, épisode 16)
- 1994 : The George Carlin Show : Anya (saison 1, épisode 5)
- 1994 : Good Advice : Marilyn (saison 2, épisode 5)
- 1994-1995 : Les Cinq Dames Buchanan (The 5 Mrs. Buchanans) : Vivian Buchanan (rôle principal, 17 épisodes)
- 1995 : The Crew (en) : Loretta
- 1995-1996 : Space 2063 : l'ambassadrice Diane Hayden (2 épisodes)
- 1996 : Les Sœurs Reed (Sisters) : Alam Klaus (saison 6, épisode 12)
- 1996 : Chicago Hope : La Vie à tout prix (Chicago Hope) : Mme Holgren (saison 2, épisode 16)
- 1996 : Ellen : Claire (saison 4, épisode 5)
- 1997 : MillenniuM : Maureen Murphy (saison 1, épisode 12)
- 1997 : Caroline in the City : Miss McGowan (saison 3, épisode 7)
- 1997-1998 : Union Square (en) : Suzanne Barkley (rôle principal, 14 épisodes)
- 1998 : The Practice : Donnell et Associés (The Practice) : Mme Blake (saison 2, épisode 14)
- 1998 : Ally McBeal : Cheryl Bonner (saison 1, épisode 19)
- 1998 : Maggie (en) : sœur Anastasia (saison 1, épisode 5)
- 1999-2000 : Stark Raving Mad : Audrey Radford (4 épisodes)
- 2000 : Diagnostic : Meurtre (Diagnosis Murder) : Marisa Parkhurst (saison 7, épisode 14)
- 2000 : Associées pour la loi (Family Law) : Lois Nelson (saison 1, épisode 15)
- 2000 : Dieu, le diable et Bob (God, the Devil and Bob) : Martha Stewart (animation, voix originale - saison 1, épisode 4)
- 2000 : Love et Money (en) : Kiki Farrington (2 épisodes)
- 2001 : The Lot : Libby Wilson (3 épisodes)
- 2001 : The Beast (en) : Mme Sweeney (6 épisodes)
- 2002 : Six pied sous terre (Six Feet Under) : Catherine Collins (2 épisodes - saison 2, épisodes 6 et 11)
- 2002 : Bram & Alice (en) : Margaret O'Connor
- 2003-2004 : Tout est relatif (It's All Relative) : Audrey O'Neil
- 2004 : Les Quintuplés (Quintuplets) : Mme Hentschel (1 épisode)
- 2004 : Les Experts (CSI: Crime Scene Investigation) : Eva (saison 5, épisode 6)
- 2005 : La Vie avant tout (Strong Medicine) : la gouverneure Barbara Curtis (saison 6, épisode 12)
- 2005 : Sex, Love and Secrets : Millie (1 épisode)
- 2005-2011 : Desperate Housewives : Felicia Tilman (rôle récurrent, 28 épisodes)
- 2006 : Help Me Help You (en) : la mère de Dave
- 2006 : Mélinda, entre deux mondes (Ghost Whisperer) : Marilyn Mandeville (1 épisode - saison 2, épisode 5)
- [2006 : The Lost Room : Margaret Milne (mini-série, 2 épisodes)
- 2010 : American Dad! : Mme Reagan (animation, voix originale - saison 5, épisode 13)
- 2011 : Shake It Up : Dr Pepper
- 2012 : Robot and Monster (en) : Bea Holder (animation, voix originale - 1 épisode)
- 2014 : Submissions Only (en) : Theresa Amesworth (2 épisodes)
- 2014 : Wilfred : Lonnie Goldsmith (3 épisodes)
- 2016 : Supergirl : Sinead (saison 1, épisode 18)
- 2018 : American Horror Story : Apocalypse : Madelyn (épisode 8)
- 2018 : Dynastie : La voyante (saison 2, épisode 5)
- 2020 : Hollywood : Eleanor Roosevelt (mini-série)
- 2020 : Ratched : Ingrid (2 épisodes)
- 2020 : Atlantic Crossing : Eleanor Roosevelt
- 2022 : Le Mystérieux Cercle Benedict : Rowena Two
- 2022 : Hacks : Susan
- 2023 : Shining Vale : Docteure Siferr (3 épisodes)
- 2024 : Clipped : Justine (mini-série)
- 2024 : The Agency
- 2025 : La Rivière des Disparues : Mrs. Mahon (1 épisode)

## Distinctions

### Récompenses
- 2006 Tony Award (Featured Actress in a Musical) avec Thoroughly Modern Millie

## Voix françaises
En France
| - Frédérique Cantrel dans : - Roméo + Juliette (1996) - Memento (2000) - The One (2001) - Les Quintuplés (série télévisée - 2004) - Werewolf by Night (2022) - Marie-Martine dans (les séries télévisées) : - Frasier (série télévisée - 1993-2004) - Stark Raving Mad (série télévisée - 1999-2000) - Tout est relatif (série télévisée - 2003-2004) - Annie Balestra dans : - Sa mère ou moi ! (2005) - Rampart (2011) | - Élisabeth Wiener dans (les séries télévisées) : - Desperate Housewives (série télévisée - 2005-2011) - American Horror Story (série télévisée - 2018) et aussi - Pascale Vital dans Nurse Betty (2005) - Isabelle Leprince dans Supergirl (série télévisée - 2016) - Michèle Garcia dans Phantom Thread (2017) - Laura Zichy dans Dynastie (série télévisée - 2018) - Colette Marie dans Hollywood (mini-série - 2020) - Josiane Pinson dans Ratched (série télévisée - 2020) - Nathalie Hons (Belgique) dans Atlantic Crossing (mini-série - 2020) - Marie Vincent dans Licorice Pizza (2021) |